# جون راسيل بارتليت
جون راسيل بارتليت (بالإنجليزية: John Russell Bartlett)‏ هو مؤرخ ومستكشف وأمين مكتبة ولغوي وسياسي أمريكي، ولد في 23 أكتوبر 1805 في الولايات المتحدة، وتوفي بنفس المكان في 28 مايو 1886. انتخب Secretary of State of Rhode Island ‏ (1855 – 1872) وانتخب United States and Mexican Boundary Commission ‏ (1850 – 1853).

## روابط خارجية
- جون راسيل بارتليت على موقع الموسوعة البريطانية (الإنجليزية)